# オート＝ピレネー県の郡
オート＝ピレネー県の郡では、フランスのオート＝ピレネー県にある郡について解説する。

## 郡の一覧
オート＝ピレネー県には、4つの郡が存在し、4郡の合計で、34の小郡、474のコミューンがある。
- アルジュレス＝ガゾスト郡（郡庁所在地：アルジュレス＝ガゾスト）

6の小郡、89のコミューンがある。郡の人口は、1990年には39,451人、1999年には38,633人で、2.07％減少している。
- バニェール＝ド＝ビゴール郡（郡庁所在地：バニェール＝ド＝ビゴール）

9の小郡、160のコミューンがある。郡の人口は、1990年には45,982人、1999年には44,896 人で、2.36％減少している。
- タルブ郡（県庁所在地：タルブ）

19の小郡、225のコミューンがある。郡の人口は、1990年には139,326人、1999年には138,839人で、0.35％減少している。